# Anita & Televinkens trafikskiva
Anita & Televinkens trafikskiva är ett album av Anita och Televinken, lanserat på grammofon 1974 och på CD 2001. Det gavs ut av NTF och Barnens Trafikklubb på skivmärket Frituna. Thomas Funck stod för vistexter och melodier.
Skivan bygger på Televinken i Barnens Trafikklubb som var ett antal skivor av EP-storlek som NTF gav ut från 1969. Dessa var främst tillgängliga för medlemmar i Barnens Trafikklubb. Anita & Televinkens trafikskiva gjordes däremot tillgänglig i den vanliga handeln. Utgivningen medfinansierades av Stockholms kvinnliga bilkår och KAK/Stockholm.

## Låtlista
1. När som Anita & Televinken gick från lekplatsen genom en gångtunnel
2. När som Anita & Televinken såg tåget från en gångbro
3. När som Anita & Televinken gick över gatan för att komma till busshållplatsen
4. När som Anita & Televinken åkte buss och pratade om reflexer
5. När som Anita & Televinken sökte regnskydd i en lada och träffade en gammal bil
6. När som Anita & Televinken träffade djuren på lantgården
7. När som Anita & Televinken hade en cykellektion